# Basilique-cathédrale Saint-Pierre de London
Cette  cathédrale et basilique ne doit pas être confondue avec une autre cathédrale de London.
 D’autres édifices religieux sont nommés basilique Saint-Pierre et cathédrale Saint-Pierre.

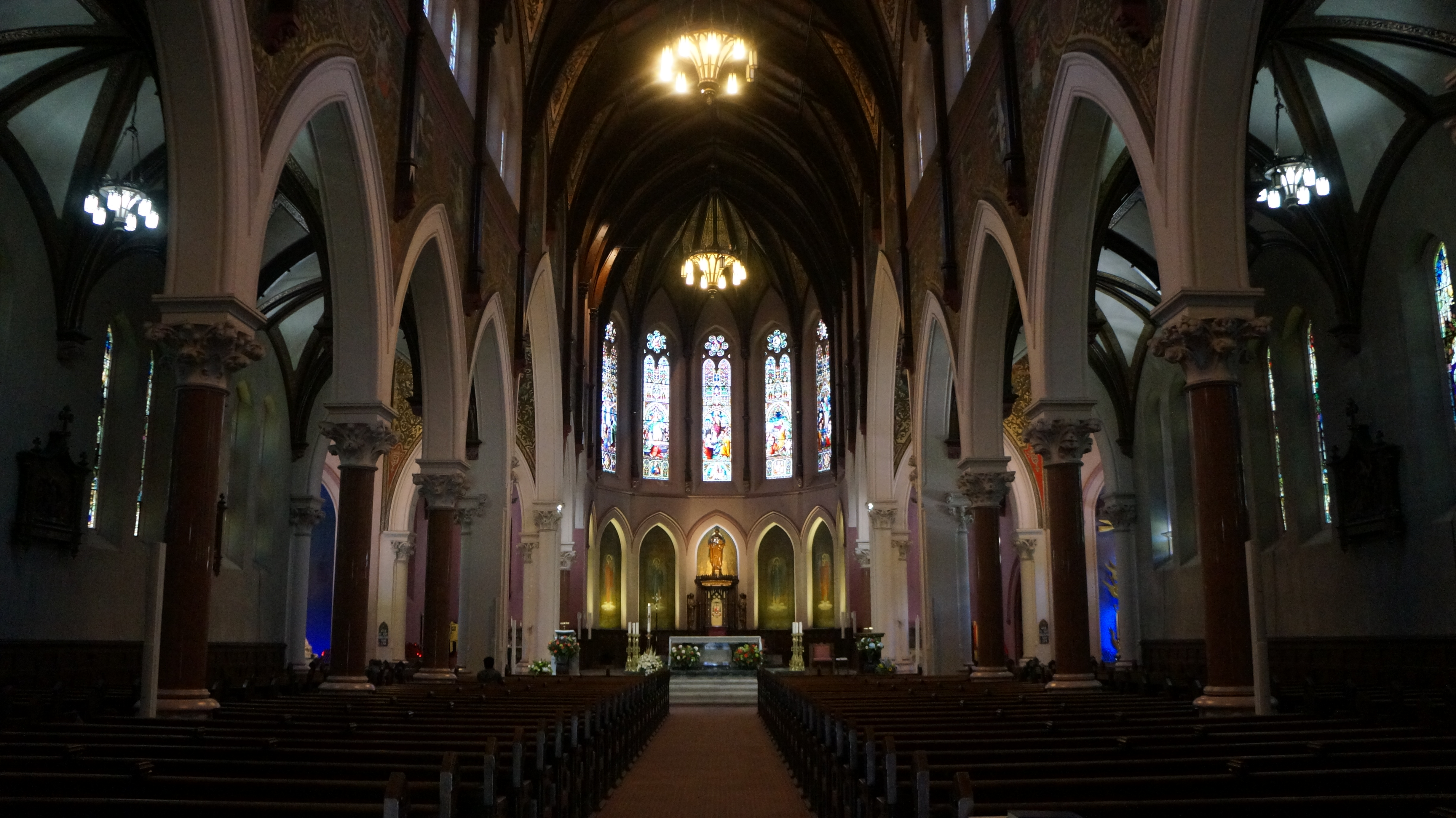
Intérieur

La basilique-cathédrale Saint-Pierre (St. Peter's Cathedral Basilica) de London est une cathédrale et basilique catholique canadienne.
Elle est le siège du diocèse de London.
Elle a été construite dans un style français néogothique entre 1880 et 1885, et a été érigée en basilique mineure en décembre 1961. L’actuel évêque du diocèse est Ronald P. Fabbro, de la congrégation de Saint-Basil.

## Sources
- (en) Cet article est partiellement ou en totalité issu de l’article de Wikipédia en anglais intitulé « St. Peter's Cathedral Basilica, London » (voir la liste des auteurs).